# Jonas Kauneckas
Jonas Kauneckas (ur. 6 czerwca 1938 w Troyoniškis) – litewski duchowny rzymskokatolicki, biskup diecezjalny poniewieski w latach 2002-2013.

## Życiorys
Studiował język litewski i literaturę na Uniwersytecie Wileńskim. W 1972 wstąpił do seminarium w Kownie.
Święcenia kapłańskie otrzymał 22 maja 1977. Działał na rzecz niepodległości Litwy i wolności wyznania. Współpracował przy wydawaniu i rozpowszechnianiu podziemnych publikacji. Napisał kilkadziesiąt protestów przeciwko naruszeniom praw wiernych, zaś w 1978 założył wraz z kilkoma innymi kapłanami Katolicki Komitet Ochrony Praw Wierzących, którego był sekretarzem do 1989.
W latach 1990–1993 był rektorem seminarium w Telszach, a następnie ojcem duchownym.

### Episkopat
13 maja 2000 papież Jan Paweł II mianował go biskupem pomocniczym archidiecezji telszańskiej, ze stolicą tytularną Forconium. Sakry biskupiej udzielił mu ówczesny nuncjusz apostolski na Litwie, abp Erwin Josef Ender.
5 stycznia 2002 został mianowany biskupem ordynariuszem diecezji poniewieskiej.
6 czerwca 2013 papież Franciszek przyjął jego rezygnację z urzędu złożoną ze względu na wiek. Jego następcą został mianowany Lionginas Virbalas SI.

## Odznaczenia
Bp Kauneckas za walkę o wolność Litwy i prawa człowieka został odznaczony przez prezydenta Valdasa Adamkusa Krzyżem Komandorskim Orderu Krzyża Pogoni (1998) oraz Medalem Niepodległości Litwy (2000).